# Anacasta conspersa
Anacasta conspersa är en skalbaggsart som beskrevs av Aurivillius 1916. Anacasta conspersa ingår i släktet Anacasta och familjen långhorningar. Inga underarter finns listade i Catalogue of Life.